# 比奇格羅夫 (印地安納州)
比奇格羅夫（英語：Beech Grove）是一個位於美國印地安納州馬里昂縣的城市。

## 人口
根據2010年美國人口普查的數據，比奇格羅夫的面積為11.57平方千米，當中陸地面積為11.57平方千米，而水域面積為0.00平方千米。當地共有人口14192人，而人口密度為每平方千米1,226.62人。